# Haddadus
Haddadus (лат.) — род бесхвостых земноводных из семейства Craugastoridae. Представители рода являются эндемиками атлантического леса на востоке и юго-востоке Бразилии. Род назван в честь бразильского герпетолога Селио Ф. Б. Хаддада.

## Классификация
На январь 2023 года в род включают 3 вида:
- Haddadus aramunha  (Cassimiro, Verdade, and Rodrigues, 2008)
- Haddadus binotatus  (Spix, 1824) — Бразильская листовая лягушка
- Haddadus plicifer  (Boulenger, 1888) — Пернамбукская листовая лягушка